# 步云乡 (上杭县)
步云乡，是中华人民共和国福建省龙岩市上杭县下辖的一个乡镇级行政单位。2021年9月9日，撤销上杭县步云乡，原步云乡所属行政区域划归古田镇管辖。

## 行政区划
步云乡下辖以下地区：
上福村、金屏村、古炉村、马坊村、兴隆村、梨岭村、桂和村、蛟潭村、大斜村和云辉村。